# Copa da Escócia de 1952–53
A Copa da Escócia de 1952-53 foi a 68º edição do torneio mais antigo do futebol da Escócia. O campeão foi o Rangers F.C., que conquistou seu 14º título na história da competição ao vencer a final contra o Aberdeen F.C., pelo placar de 1 a 0.

## Premiação
| Copa da Escócia de 1952-53        |
| Escócia                           |
| --------------------------------- |
| Rangers F.C. Campeão (14º título) |